# Zichyújfalu
Zichyújfalu je vas na Madžarskem, ki upravno spada pod podregijo Gárdonyi županije Fejér.